# War'l Leur
 (décembre 2019).
Si vous disposez d'ouvrages ou d'articles de référence ou si vous connaissez des sites web de qualité traitant du thème abordé ici, merci de compléter l'article en donnant les références utiles à sa vérifiabilité et en les liant à la section « Notes et références ».
War'l Leur (war al leur : « sur le sol » en breton) est une confédération de cercles celtiques constituée fin 1967, qui fusionne en 2020 avec l'autre fédération de Bretagne, Kendalc'h, afin de donner naissance à la confédération Kenleur. L'association rassemble un grand nombre de groupes de danse traditionnelle bretonne qui proposent, notamment en été, des spectacles et animations dans toute la région mais aussi ailleurs en France, en Europe ou à l'étranger. 
Chaque année, un champion est élu par la confédération. Contrairement à Kendal'ch, il n'y avait pas de concours mais un contrôle continu des groupes appelé « visionnage ». Ce système impose aux cercles de toujours devoir présenter le meilleur spectacle possible, chaque sortie pouvant être ou non jugée par un ou des visionneurs. Pour les visionneurs, l'essentiel reste avant tout le respect de la danse et du costume mais également le respect entre les groupes où l'émulation et l'entraide priment largement sur la compétition et la concurrence.
La fédération War'l Leur vise également à collecter, étudier et transmettre les arts et traditions populaires en Bretagne. Ainsi elle propose chaque année des stages de danse, musique, chants, broderie, etc. ainsi que des expositions et des conférences. Elle organise également des festivals et des fêtes, en Bretagne et ailleurs, notamment l'été.

## Histoire
War'l Leur a été créée en 1965-1967 à partir d'une scission de Kendalc'h : la Bodadeg ar Sonerien (BAS, assemblée des bagadoù présidée par Polig Montjarret) ayant quitté la fédération Kendalc'h en 1965, certains cercles celtiques les suivirent. Les musiciens ne sachant comment gérer ces groupes de danse, War'l Leur fut créé en 1967 afin de les organiser. Elle fut alors présidée par Paul Morin. La fédération regroupe au départ les cercles de Fouesnant, Blain-Fay, Vannes, Nantes (Tréteau et Terroir), Ancenis, Olivier de Clisson et La Baule (Ar Vro Wenn) auxquels se joignent rapidement ceux d'Elliant, de Lorient (Brizeux), Concarneau (Ar Rouedou Glas), Gourin, Pont-Aven et Pontivy.
En 1988, la Fédération War'l Leur prend le statut de confédération donnant naissance à cinq fédérations départementales auxquelles s'ajoute en 1992, la fédération Divroët (cercles émigrés). En 1989, la confédération War'l Leur présente une création au festival de Confolens, « Tradition des rythmes », mettant en scène 100 danseurs issus de l'ensemble de ses cercles, et 50 musiciens avec la participation du Bagad Kemper. Ce spectacle très apprécié du public sera reconduit l'année suivantes à Quimper et Chateaulin. D'autres événements sont organisés par la suite en Bretagne et ailleurs.
En 1997, la fédération a fêté ses 30 ans par la création d'un spectacle « Kalon an Dañs » (Le cœur de la danse), accompagné musicalement par l'ensemble Skolvan, réunissant 160 artistes et 13 000 spectateurs lors de 5 représentation : à Quimper, Lorient, Peros-Guirec, Ancenis et Penmarc'h. En 1999, la Confédération, association loi de 1901, regroupe près de 70 cercles celtiques soit environ 5 000 adhérents. Ceux-ci sont répartis en 4 catégories, classement qui s'effectue par une "commission visionnage" en fonction de la qualité des prestations observées lors des sorties des groupes, tout au long de la "saison".
Une troisième création est présentée en 2000 avec le spectacle « Dañs ar Vuhez », regroupant 90 danseurs pour plus d'une heure et demie de spectacle. Unanimement apprécié par la presse et le public, il sera même qualifié de "river dance breton". Pour ses 40 ans, en 2007, un autre grand spectacle, « Ding Dingue Dañs », a été monté, avec 100 danseurs et 20 musiciens sur scène. Il a été joué entre autres à Plœmeur et Quimper.
En 2014, le spectacle « Dañs Akademi » est lancé en collaboration avec le chanteur et musicien Erik Marchand à la direction musicale. Cette création artistique connait elle aussi un franc succès et sera diffusée pendant près de 3 ans un peu partout en Bretagne.
En 2017, à l'occasion de ses 50 ans, War 'l leur organise un week-end festif à Quimper avec exposition, animations, fest noz, ainsi qu'un spectacle de rue inédit : le Trañs Breizh Express. Réunissant plusieurs centaines de danseurs venus de toute la Bretagne, cette création surprend le public. C'est ainsi qu'en mai 2019, le concept est reconduit à l'occasion de la Fête de la Bretagne / Gouel Breizh à Quimper. Le Trañs Breizh Express #2, totalement inédit, est présenté au festival de Saint-Quay-Portrieux en juin de la même année.
Le 27 juin 2020, lors d'une assemblée générale extraordinaire à Quimper, War'l Leur fusionne avec Kendalc’h pour donner naissance à une nouvelle confédération commune, Kenleur,.

## Organisation

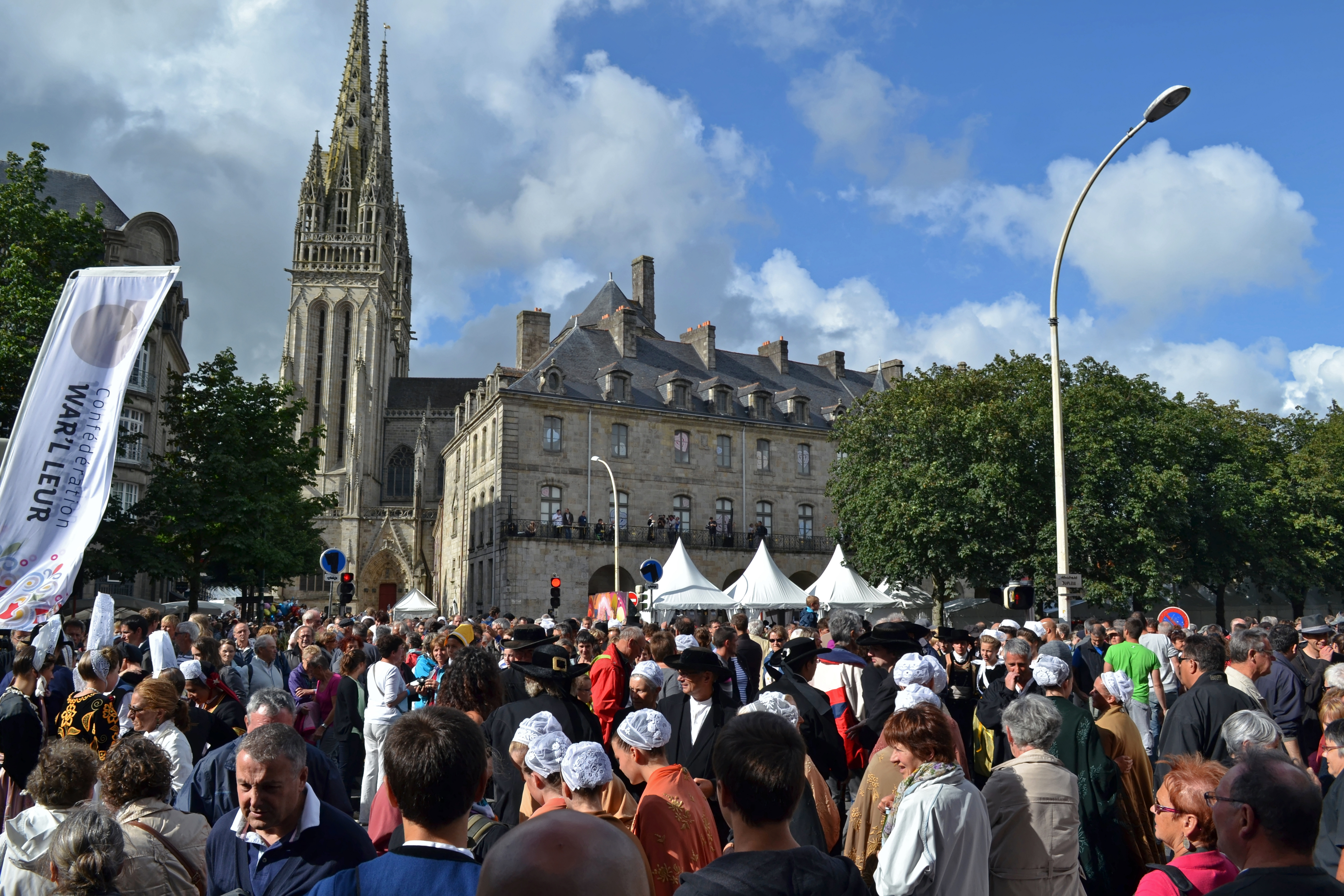
La confédération et ses cercles avant le Triomphe des sonneurs du festival de Cornouaille 2013.

War'l Leur est constituée d'une confédération régionale et de six fédérations départementales (cinq pour les cinq départements de Bretagne historique (y compris Loire Atlantique) et une pour les cercles celtiques hors Bretagne historique (Divroet).
Concernant les cercles, ils sont classés en 4 catégories. Les meilleurs groupes sont classés en 1re catégorie. Chaque année, un cercle peut ou non conserver sa place et donc monter ou descendre de catégorie selon les résultats de ses visionnages.
Au total, elle regroupe une soixantaine d'ensembles traditionnels classés et une vingtaine de groupes loisirs fédérant environ 10 000 adhérents.

### Le système du visionnage
Chaque année, les différents cercles proposent plusieurs danseuses ou danseurs de leur groupe comme visionneurs. Ces derniers doivent avoir une bonne maîtrise de la danse et des connaissances en chorégraphie. Un visionneur ne peut évidemment pas juger son propre cercle et doit en général rédiger au minimum 4 à 5 fiches de visionnage par saison.
Pendant toute la saison, chaque visionneur sera amené à observer plusieurs groupes et devra après une prestation observée, rédiger la fiche à travers laquelle il exposera ses appréciations sur le cercle visionné : port des costumes, tenue sur scène des danseurs, niveau technique, qualité des chorégraphies, originalité du spectacle... mais également tenue hors de la scène.
Les fiches sont ensuite envoyées à des membres de la Direction Visionnage, qui relisent les fiches avant de les adresser aux groupes. Cette commission s'appuiera sur ces documents pour classer les groupes et désigner le champion de Bretagne chaque année.
Ce système oblige les cercles de la fédération War'l Leur à toujours présenter un travail de qualité sur scène, sachant qu'ils peuvent être visionnés à chaque sortie. Cela garantit aussi un niveau plus constant en spectacle et oblige danseurs et danseuses à donner le meilleur d'eux-mêmes, que ce soit à Lorient ou dans un petit village de Bretagne.

### Cercles membres de la fédération
De nombreux cercles à travers toute la Bretagne font partie de cette fédération comme le cercle Ar Vro Vigoudenn de Pont-l'Abbé, plusieurs fois champion de Bretagne ainsi que le cercle Quic-en-Groigne de Saint-Malo, premier groupe de Haute-Bretagne à remporter plusieurs fois ce titre.

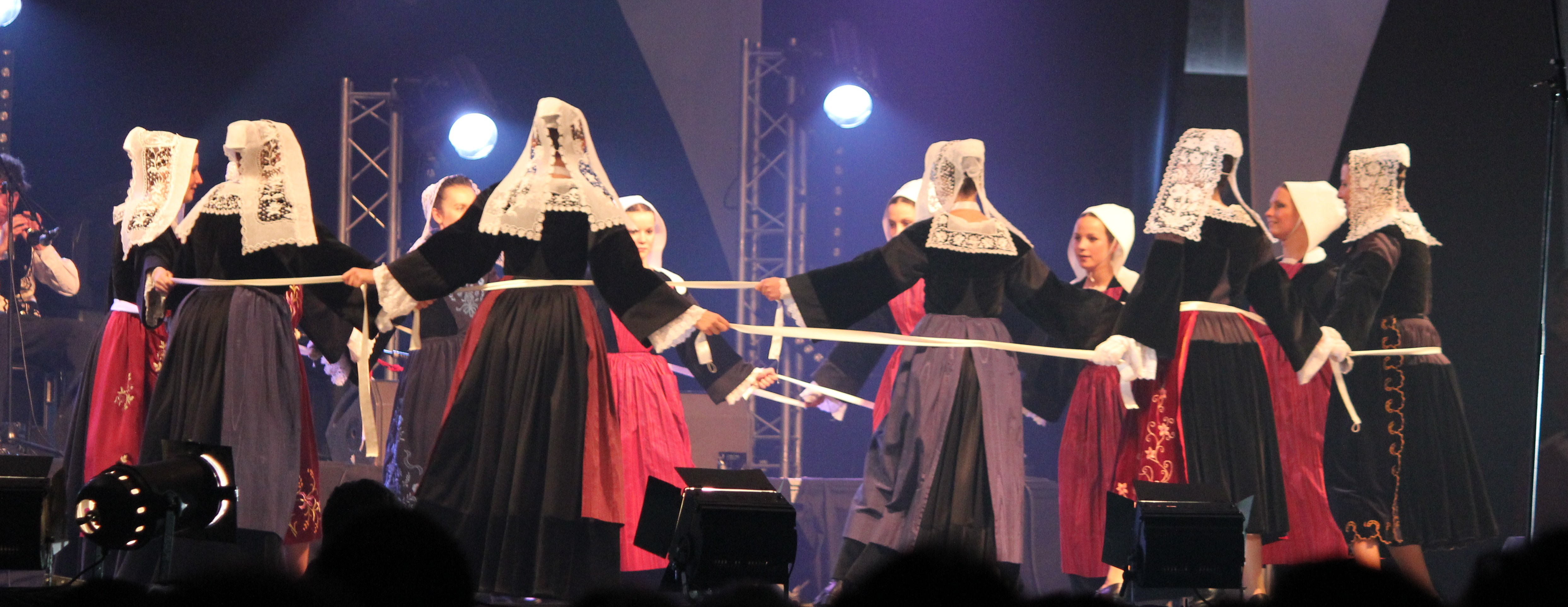
Cercle Bugale Melrand lors de la compétition War'l Leur 2011 de Grade 2.

### Formation

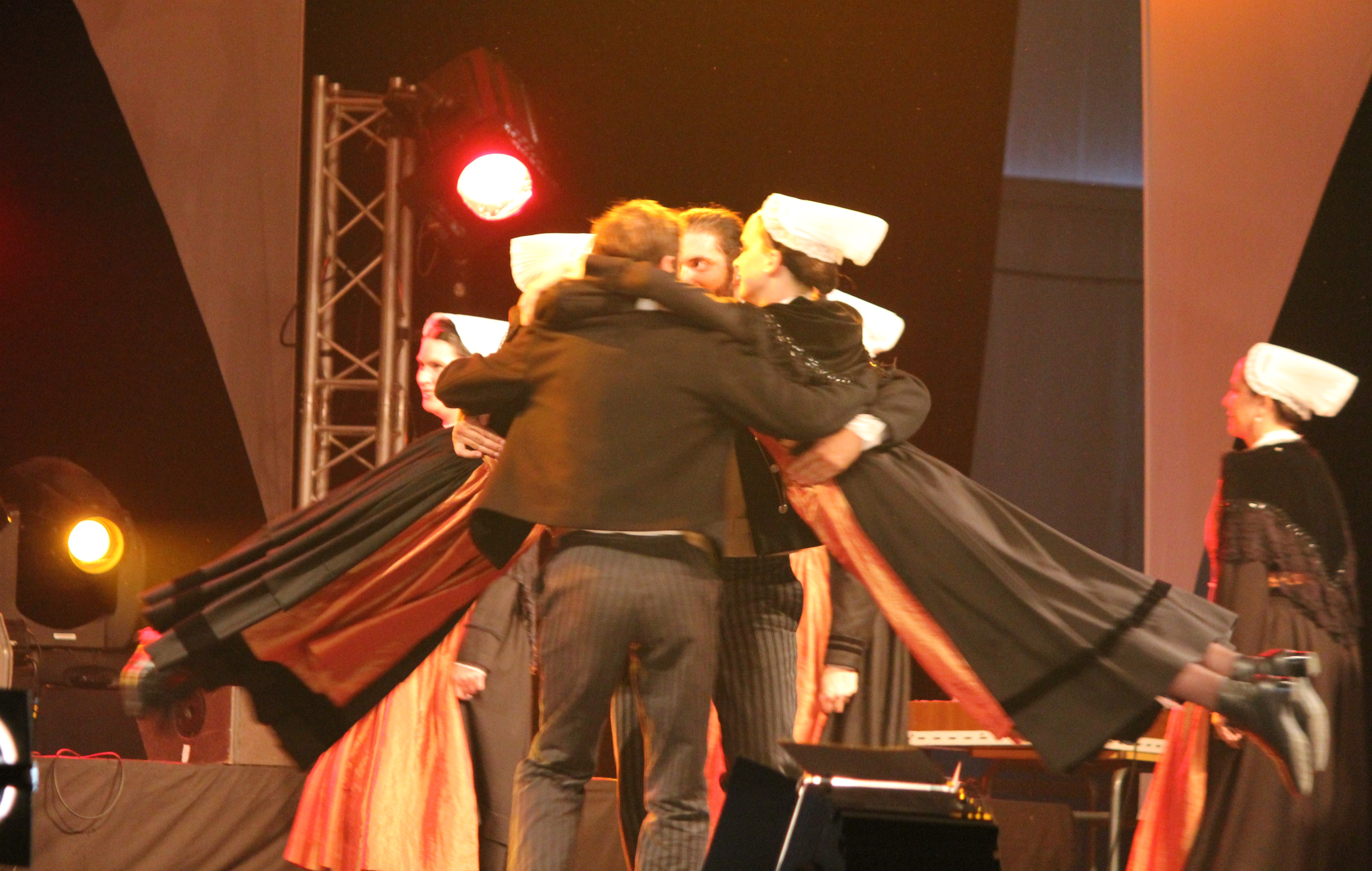
Pastourelle par le cercle Olivier de Clisson

Dispenser une formation permet de mettre en place tous les rouages nécessaires à la transmission des savoirs et à l'acquisition
des compétences :
- Stages (danse, musique, chant à danser, broderie, conservation du patrimoine vestimentaire, sensibilisation des enfants à la culture bretonne)
- Monitorat de danse
- Journées d'étude (privilégiant un terroir de danse, une technique de broderie, une expression du chant, etc.)
- Intervention de moniteurs diplômés au sein des cercles et dans les stages fédéraux
- Interventions de moniteurs en milieu scolaire aﬁn de sensibiliser les enfants et les adolescents à leur environnement culturel
- Initiation pour grand public dans les ateliers des principaux festivals bretons (Quimper, Lorient, etc.).

### Diffusion
Promouvoir une culture permet d'en ﬁxer l'héritage et les stades de son évolution, lui fournir les occasions de s'exprimer :
- parution trisannuelle d'une revue (Kazel ha Kazel) ;
- présentation d'expositions, de conférences sur la danse et le costume ;
- organisation du festival annuel Gouel War'l Leur à Ploemeur ;
- collaboration et soutien aux manifestations diverses des fédérations et des cercles : festoù-noz, fêtes et concours de danses ;
- participation à l'organisation des grands festivals bretons ;
- gestion des déplacements des groupes affiliés à l'Association Interfédérale des Fêtes B.A.S./ War'l Leur, en France et à l'étranger ;
- édition de livres, affiches, supports multimédias sur la danse, la musique, la broderie en Bretagne ;
- réalisation de ﬁches et de dossiers techniques de danses et de costumes.